# Chaetocercus heliodor
Chaetocercus heliodor là một loài chim trong họ Trochilidae.